# VPNFilter
VPNFilter — шкідницьке програмне забезпечення, розроблене для зараження маршрутизаторів. Станом на 24 травня 2018 року, за оцінками, заражено приблизно 0,5—1 мільйонів маршрутизаторів по всьому світу. Воно може красти дані, а також містить «аварійний вимикач», розроблений для знищення зараженого маршрутизатора за командою. ФБР вірить, що його створила російська група Fancy Bear. Наступні маршрутизатори можуть бути заражені:

## Пристрої в небезпеці[1]
ASUS
- RT-AC66U
- RT-N10
- RT-N10E
- RT-N10U
- RT-N56U
- RT-N66U

D-Link
- DES-1210-08P
- DIR-300
- DIR-300A
- DSR-250N
- DSR-500N
- DSR-1000
- DSR-1000N

Huawei
- HG8245

Linksys
- E1200
- E2500
- E3000
- E3200
- E4200
- RV082
- WRVS4400N

MikroTik
- CCR1009
- CCR1016
- CCR1036
- CCR1072
- CRS109
- CRS112
- CRS125
- RB411
- RB450
- RB750
- RB911
- RB921
- RB941
- RB951
- RB952
- RB960
- RB962
- RB1100
- RB1200
- RB2011
- RB3011
- RB Groove
- RB Omnitik
- STX5
- Mikrotik RouterOS за допомогою вразливості, виправленої в RouterOS 6.38.5 або 6.37.5[2]

Netgear
- DG834
- DGN1000
- DGN2200
- DGN3500
- FVS318N
- MBRN3000
- R6400
- R7000
- R8000
- WNR1000
- WNR2000
- WNR2200
- WNR4000
- WNDR3700
- WNDR4000
- WNDR4300
- WNDR4300-TN
- UTM50

QNAP
- TS251
- TS439 Pro
- Інші пристрої QNAP NAS під управлінням програмного забезпечення QTS

TP-LINK
- R600VPN
- TL-WR741ND
- TL-WR841N

Ubiquiti
- NSM2
- PBE M5

Upvel
- Невідомі моделі

ZTE
- ZXHN H108N

І Cisco, і Symantec пропонують власникам вищезазначених пристроїв виконати заводське скидання. Це зазвичай здійснюється утриманням кнопки живлення від п'яти до десяти секунд. Це вилучить шкідницьке програмне забезпечення, але також відновить маршрутизатор до всіх початкових налаштувань.